# Зовнішньополітичне відомство
Зовнішньополіти́чне ві́домство — центральний орган виконавчої влади суверенної держави, відповідальний за її зовнішні зносини, проводить зовнішню політику, організовує діяльність дипломатичних представництв (посольств, консульств), підтримує зв'язки з діаспорою та виконує інші зовнішньополітичні функції.
Очолюється, як правило, міністром закордонних справ.
Найпопулярніша назва — Міністерство закордонних справ. В США має назву Державний департамент, в Сполученому Королівстві — Форін-офіс тощо. Тому в міжнародному праві це відомство іменується «Міністерство закордонних справ держави перебування або інше міністерство, щодо якого є домовленість».